# Mixophilus indicus
Mixophilus indicus is een duizendpotensoort uit de familie van de Geophilidae. De wetenschappelijke naam van de soort is voor het eerst geldig gepubliceerd in 1929 door Silvestri.